# Richard Gelles
Richard J. Gelles (Newton, 7 luglio 1946 – Filadelfia, 26 giugno 2020) è stato un sociologo e scrittore statunitense.
È stato Preside di Facoltà alla University of Pennsylvania e titolare della cattedra Joanne and Raymond Welsh di Benessere dei Bambini e Violenza Familiare alla Scuola di Politica e Pratica Sociale.
È stato direttore del Centro di Ricerca su Gioventù e Politica Sociale..

## Gli studi
Gelles conseguì il B.A. dal Bates College nel 1968. Nel 1970 si laureò in sociologia alla Università di Rochester, ricevendo il dottorato dalla Università del New Hampshire nel 1973.

## Pubblicazioni
Il Prof. Gelles è stato autore del libro La casa violenta che fu il primo studio sistematico a riportare dati empirici sulla violenza domestica e ha sostenuto che nella situazione statunitense la violenza non ha più le caratteristiche originarie unicamente  da parte degli uomini sulle donne, ma è ormai bidirezionale e tale constatazione è diventata poi diffusa anche in altre aree geografiche.
I suoi libri più recenti sono stai Il libro di David: come preservare la famiglie può costare le vite dei bambini e Violenza nelle famiglie, terza edizione . È autore di 24 libri.
Gelles è stato anche coautore di Controversie attuali sulla violenza in famiglia (2005), con M. Cavanaugh e D. Loseke.

## Controversie
Gelles e i suoi collaboratori avevano riferito di essere stati oggetto di minacce di morte e avevano riportato casi di falsi allarmi bomba in occasione delle loro conferenze, a loro dire per via dei risultati delle loro ricerche, secondo cui l'incidenza della violenza di donne contro uomini è circa pari a quella di uomini su donne..